# أولاد علي بن يوسف (أولاد امسبل)
أولاد علي بن يوسف هو دُوَّار يقع بجماعة أولاد امسبل، إقليم قلعة السراغنة، جهة مراكش آسفي في المملكة المغربية. ينتمي الدوّار لمشيخة أولاد امسبل التي تضم 7 دواوير. يقدر عدد سكانه بـ 9 نسمة حسب الإحصاء الرسمي للسكان والسكنى لسنة 2004.

## روابط خارجية
- البوابة الوطنية للجماعات الترابية
- المندوبية السامية للتخطيط